# مدبرة المنزل والأستاذ (رواية)
مدبرة المنزل والأستاذ هي رواية من تأليف يوكو أوغاوا تدور أحداثها في اليابان، نشرت سنة 2003، وترجمت إلى اللغة العربية بواسطة خضر علي إدريس سنة 2017.

## القصة
تعمل مدبرة منزل مع مدرس رياضيات سابق تقتصر قدرات ذاكرته على 80 دقيقة بعد تعرضه لحادث سير. ويرافقها ابنها روث ذو العشر سنوات، الذي يلقبه الأستاذ بالجذر بسبب جمجمته المسطحة مثل علامة الجذر التربيعي، تكتشف تدريجيًا، من خلال الأستاذ، جمال الأرقام وبالتالي العلاقات الموجودة بين الرياضيات والحياة الملموسة.

## الشخصيات

### الاستاذ
64 سنة، عالم رياضيات سابق حصل على درجة الدكتوراه في نظرية الأعداد الجبرية من جامعة كامبريدج وعمل باحثًا في المعهد التابع للجامعة. يحب الأستاذ الأرقام والأطفال والبايسبول. بعد تعرضه لحادث سيارة في سن الـ47، أصبح قادرًا على الاحتفاظ بذكريات جديدة لمدة 80 دقيقة فقط. ويحتفظ بالمعلومات المهمة في ملاحظات مرفقة في جميع أنحاء بدلاته.

### الراوي/مدبرة المنزل
مدبرة منزل البروفيسور والأم العزباء تبلغ من العمر 28 سنة. تم تعيينها من قبل زوجة شقيق الأستاذ من خلال وكالة التدبير المنزلي وهي مدبرة المنزل العاشرة التي مر بها الأستاذ. في البداية تشعر بالإحباط تجاه الأستاذ الذي يبدي اهتمامًا بالرياضيات فقط، ولكن من خلال ملاحظة لطف الأستاذ وشغفه بالرياضيات، تبدأ في الشعور بالاحترام والمودة تجاهه.

### جذر
عشر سنوات. ابن مدبرة المنزل، ويشير إليه الأستاذ باسم "الجذر" نظرًا لكون الجزء العلوي من رأسه مسطحًا مثل الجذر التربيعي . علاقته بالبروفيسور قريبة من علاقة الأب بإبنه، فالبروفيسور هو الأب الأول في حياته. في نهاية المطاف، يكبر ليصبح مدرسًا للرياضيات في المدرسة الإعدادية.

### الأرملة/أخت الزوج
زوجة شقيق الأستاذ. في البداية، قامت بطرد مدبرة المنزل لتجاهلها قواعد عقد العمل (إحضار طفلها إلى منزل العميل، والبقاء بعد ساعات العمل المحددة لها) واتهمتها أنها تحاول ابتزاز المال من الأستاذ.

## الجوائز
حصلت الرواية على الجائزة الكبرى لبائعي الكتب في اليابان (اليابان) سنة 2004.

## النقد
- وصفها دينيس أوفرباي، الكاتب في صحيفة نيويورك تايمز، بأنها رواية «"أنيقة بشكل مخادع"».
- كتبت مجلة كيركس ريفيوز أن الرواية «"توازن بمهارة بين الخيال والألم"» كما وصفتها بأنها «"قصة بسيطة، محكية بشكل جيد"».[6]

## الفيلم
تم إصدار فيلم مقتبس من الرواية في 21 يناير 2006. من إخراج تاكاشي كويزومي . يقدم الفيلم وجهة نظر "روت" البالغ من العمر 29 عامًا وهو يروي ذكرياته عن الأستاذ لمجموعة من التلاميذ الجدد. توجود بعض الاختلافات بين الفيلم والعمل الأصلي.

## اقتباسات من الكتاب
إنَّه كان أكثر سرورا عندما تقودنا هذه التخمينات الى مسائل جديدة تأخذنا الى ما وراء المسألة الأصلية. كان لديه شعور خاص لما يدعوه خطأ الحساب الصحيح لأنه يعتقد أنَّ الأخطاء غالبا ما تعرض الأجوبة الصحيحة. منحنا هذا ثقة حتى عندما تنتهي جهودنا الى لا شيء.
كنتُ أتذكر الأستاذ كلما رأيت عدداً فردياً - وهي كما يبدو موجودة في كل مكان يقع عليه نظري: بطاقات الأسعار في الاسواق التجارية وأرقام الدور على الأبواب وجداول الباصات وتواريخ النفاد المثبتة على علب اللحم أو درجات روت في الامتحانات. 
كان يتعامل مع روت كما كان يتعامل مع الأعداد الأولية. فبالنسبة له كانت الأعداد الأولية الأساس الذي تعتمد عليه جميع الأعداد الطبيعية الأخرى وكذلك الأطفال هم الأساس لكل شئ جدير بالاهتمام في عالم الكبار.
اإن الحقائق الخالدة غير مرئية أساسا و لن نجدها بين الاشياء المادية او الظواهر الطبيعية او حتى بين العواطف الإنسانية .